# عثمان خالد أبو جحجوح
عثمان خالد عبد اللطيف أبو جحجوح ويُلقب أبو سائد (16 أبريل 1951 - 22 ديسمبر 2009) هو كاتبٌ وروائيٌ فلسطيني. كان قد عمل مديرًا لمدرسة حكومية في وزارة التربية والتعليم الفلسطينية لمدة 14 عامًا، وكان قد اعتُقل إداريًا من قبل الجيش الإسرائيلي، حيث كان يعمل على مُقاومة سياسة التجهيل التي تحاول إسرائيل فرضها على الشعب الفلسطيني.

## حياته
وُلد عُثمان في مدينة خانيونس بتاريخ 16 أبريل 1951، كان والده خالد عبد اللطيف أبو جحجوح قد استشهد خلال مذبحة خان يونس التي نفذها الجيش الإسرائيلي في 12 نوفمبر 1956 بحق اللاجئين الفلسطينيين في مخيم خان يونس جنوبي قطاع غزة والتي راح ضحيتها أكثر من 250 فلسطينيًا، ويُعود أصله إلى قرية الجورة في عسقلان والتي كان قد احتلتها إسرائيل بتاريخ 5 نوفمبر 1948. كان عثمان حاصلًا على دبلوم معلمين في تخصص الاجتماعيات ويسكن في حي الأمل في خان يونس ومتزوج من السيدة سعاد أحمد حجازي، التي كانت تعمل في مدارس وكالة الغوث (الأونروا).
كان عضوًا في الأمانة العامة المنتخب والهيئة الإدارية لاتحاد الكتاب الفلسطينيين، ومؤسس ومدير ملتقى الإبداع الأدبي في محافظة خانيونس، ومنسق شؤون اتحاد الكتاب في جنوب محافظات غزة، ومدير مدرسة في وزارة التربية والتعليم الفلسطينية، ومستشارًا ثقافيًا لجمعية الثقافة والفكر الحر، ومدير تحرير مجلة توابل الثقافية الصادرة في عام 1994، ومدير المعرض الفني السنوي التابع لوزارة التربية والتعليم الفلسطينية.

## مؤلفاته
أصدر عددًا من المؤلفات في مجالاتٍ متنوعة، ومنها في الأعمال الروائية: رواية (بعضاً من العشق) ورواية (خبيزة البحر) التي صدرت عن جمعية الثقافة والفكر الحر. أما في الأعمال القصصية فقد صدرت له عدة مجموعات قصصية عن اتحاد الكتاب الفلسطينيين ومنها (ويحكي البحر حكاية عشق)، (مهرجان في سوق الباذنجان)، (الغروب المشرق)، (النوار والذبابة)، (سيرة القيد والقلم). كما صدرت له كتابات مسرحية منها مسرحية المطلوب حمار، مسرحية أرض كنعان، مسرحية ليلة صيد بحرية. صدر له أيضًا كتاب (مقاربات نقدية في أدب عبد الله تايه) ومجموعة قصص (وجع الورد).

## وفاته
تُوفي في 22 ديسمبر (كانون الأول) 2009 ميلاديًا المُوافق 6 محرم 1431 هجريًا؛ بسبب الحصار المفروض على قطاع غزة، حيث لم يستطع السفر للخارج لاستكمال علاجه، وكان عمره آنذاك 58 عامًا.

## وصلات خارجية
- حفل تأبين الكاتب عتمان خالد جحجوح على يوتيوب
- "خان يونس تُكرِّم الأديب الراحل عثمان أبو جحجوح". وكالة معا الإخبارية. 6 فبراير 2020. مؤرشف من الأصل في 2023-03-19. اطلع عليه بتاريخ 2020-10-27.